# Базиліка Святої Клотільди
48°51′30″ пн. ш. 2°19′09″ сх. д. / 48.858333333333° пн. ш. 2.3191666666667° сх. д.
Базиліка Святої Клотільди (фр. Basilique Sainte-Clotilde) — католицька церква у VII окрузі Парижа. Базиліка розташована в районі Сен-Жермен-де-Пре, фасад храму виходить на вулицю Ла Кас.

## Короткий опис
Початковий проект неоготичної церкви було виконано архітектором Францем-Християном Гау. Зведення будівлі почалося 1846 року. Після смерті Гау у 1853 році роботу продовжив Теодор Баллю. Церква була урочисто освячена 30 листопада 1857 року на честь Святої Клотільди, дружини короля франків Хлодвіга, та святої мучениці Валерії Ліможської.

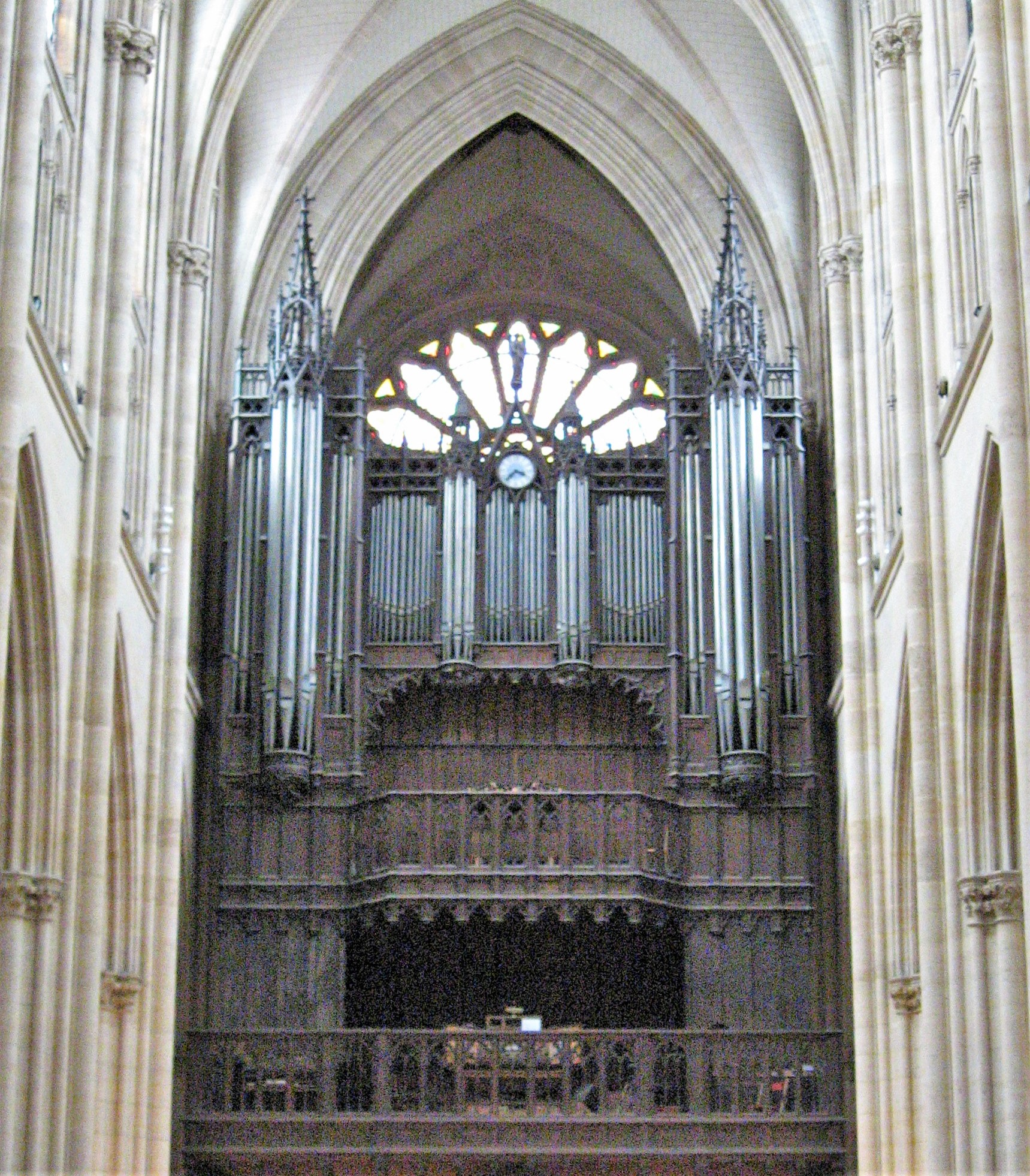
Орган базиліки

Через два роки після завершення будівництва в церкві було встановлено орган майстра Арістіда Каває-Колля. 1 грудня 1859 року орган вперше зазвучав, грав на ньому відомий композитор і органіст Сезар Франк. Франк працював на посаді органіста церкви аж до своєї смерті у 1890 році. Крім Франка, органістами церкви св. Клотільди був ряд відомих музикантів: Габріель П'єрне (1890—1898), Шарль Турнемір (1898—1939), Жан Лангле (1945—1987).
1896 року, на честь 1400-річчя хрещення Хлодвіга, папа Лев XIII присвоїв церкви св. Клотільди почесний статус малої базиліки.
Базиліка має форму латинського хреста. В екстер'єрі храму виділяються дві вежі, розташовані з боків головного фасаду; їхня висота становить 69 метрів. В інтер'єрі церкви виділяються вітражі XIX століття, що збереглися з будівництва. Капела Пресвятої Діви прикрашена картинами Ж. Ленепве Скульптури стоянь Хресного шляху створено Ж. Ж. Прадьє та Ф. Ж. Дюре. Серію скульптур, присвячену Валерії Ліможській, виконав Ежен Гійом.